# Зюзана Прамукова
Зюзана Прамукова (словац. Zuzana Pramuková; нар. 11 вересня 1981, Братислава, Чехословаччина) — словацька футболістка, нападниця англійського клубу Жіночої Регіональної футбольної ліги Мідленда «Неттлгем Ледіс» та національної збірної Словаччини. В Англії виступала також за «Лінкольн Ледіс» та «Ротергем Юнайтед».

## Клубна кар'єра
На батьківщині виступала за братиславські клуби «Слован» та футбольну академію Йозефа Венглоша «Поліграф».
У 2006 році підписала контракт з англійським клубом «Лінкольн Ледіс». У вище вказаному сезоні виходила на поле в 3-х матчах Північного дивізіону Прем'єр-ліги й 3 поєдинку наступного сезону, попри 21 гол у 19-ти матчах за резервну команду. Після підписання Аманди Барр у 2008 році, Прамукова не грала в першому матчі сезону 2008/09 років. У сезоні 2009/10 років провела 6 матчів на заміні, а в лютому 2010 року її віддали в оренду до «Ротергем Юнайтед».

## Кар'єра в збірній
Виступала за національну збірну Словаччини.